# Прыжки с трамплина на зимних Азиатских играх 2011

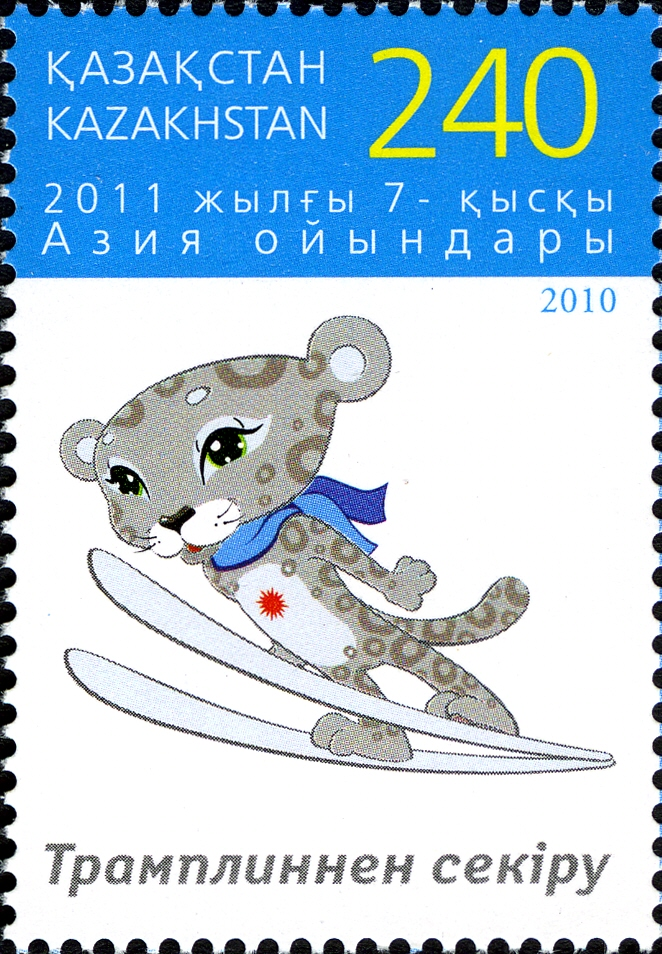
Почтовая марка РК, посвящённая Азиаде, 2011

Прыжки с трамплина на зимних Азиатских играх 2011 — соревнования по прыжкам на лыжах с трамплина, которые прошли в рамках зимних Азиатских игр 2011 года. Все соревнования прошли в Алма-Ате на Международном комплексе лыжных трамплинов с 31 января по 4 февраля 2011 года. Было разыграно 3 комплекта медалей: в личных соревнованиях на среднем трамплине, а также на большом трамплине в личном и командном первенствах.

## Расписание соревнований

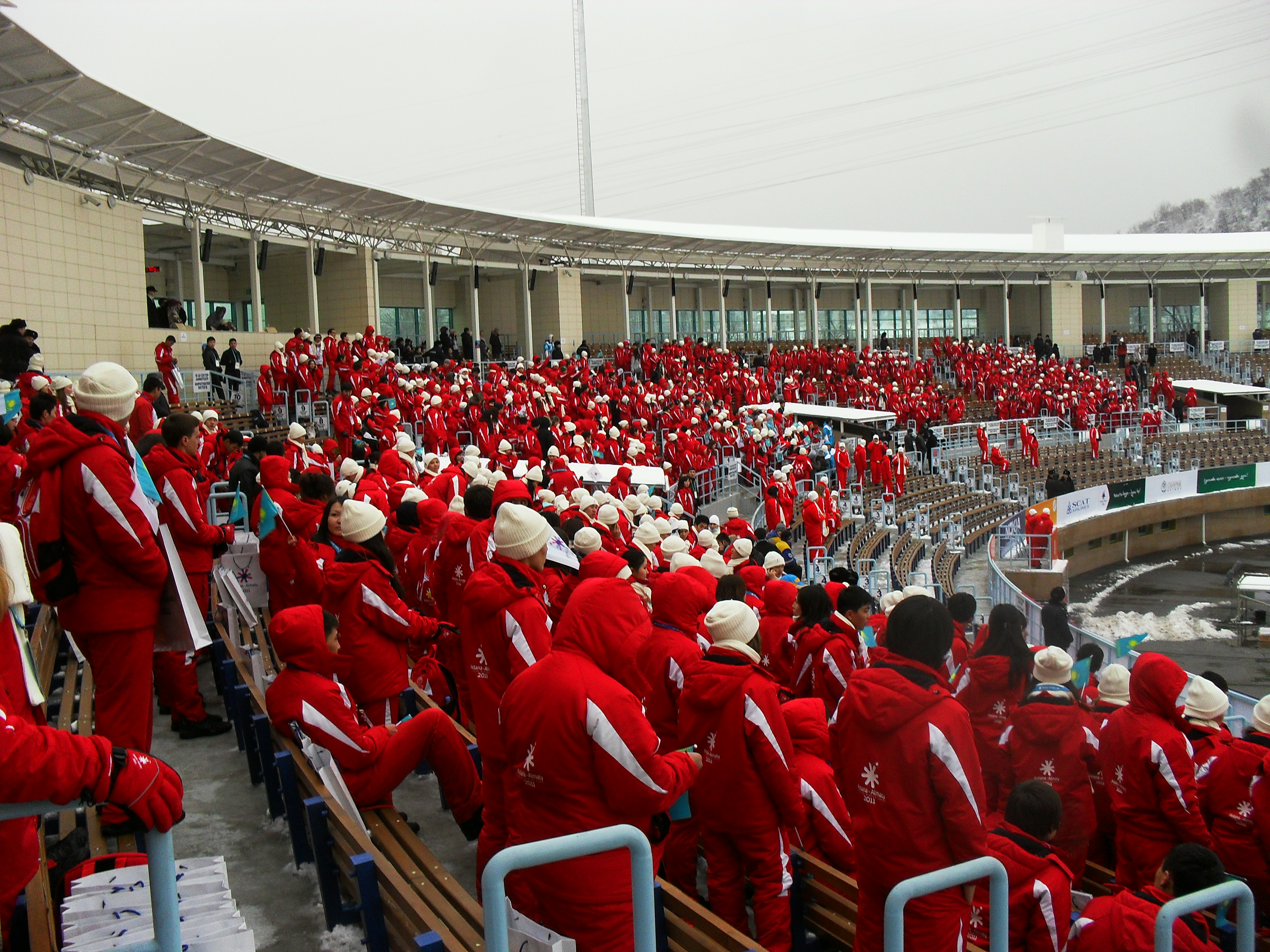
Волонтёры на Международном комплексе лыжных трамплинов, 2011

| Дата      | Время       | Дисциплина                                    |
| --------- | ----------- | --------------------------------------------- |
| 31 января | 11:00 UTC+6 | Большой трамплин К125                         |
| 2 февраля | 10:05 UTC+6 | Большой трамплин К125. Командные соревнования |
| 4 февраля | 11:00 UTC+6 | Средний трамплин К95                          |

## Результаты соревнований
| Дисциплина                                    | Золото                                        | Серебро                                              | Бронза                                                                          |
| Большой трамплин К125                         | Кадзуя Ёсиока 233.1                           | Кадзуёси Фунаки 217.1                                | Николай Карпенко 216.5                                                          |
| Большой трамплин К125. Командные соревнования | Япония (Фунаки, Сасаки, Ватасэ, Ёсиока) 837.6 | Казахстан (Королёв, Жапаров, Лёвкин, Карпенко) 794.0 | Республика Корея (Чхве Хын Чхоль, Кан Чхиль Гу, Чхве Ён Чжик, Ким Хён Ги) 770.3 |
| Средний трамплин К95                          | Евгений Лёвкин 252.0                          | Кадзуя Ёсиока 248.5                                  | Радик Жапаров 244.0                                                             |

## Медальный зачет
| Место | Страна           | Золото | Серебро | Бронза | Всего |
| ----- | ---------------- | ------ | ------- | ------ | ----- |
| 1     | Япония           | 2      | 2       | 0      | 4     |
| 2     | Казахстан        | 1      | 1       | 2      | 4     |
| 2     | Республика Корея | 0      | 0       | 1      | 1     |